# Finnsjön (Raseborg)
Finnsjön är en sjö i kommunen Raseborg i landskapet Nyland i Finland. Sjön ligger 25,9 meter över havet. Arean är 30 hektar och strandlinjen är 2,83 kilometer lång. Sjön  ingår i Skärgårdshavets kustområde, Åland.   Den ligger omkring 74 km väster om Helsingfors. 
Regionalväg 104 går väster om Finnsjön. Antskogs by och Antskogs historiska brukområde ligger norr om Finnsjön. Vid Finnsjöns nordöstra strand finns Notvikens skogsalmskog, där det finns flera lundarter.
I sjön finns ön Finnsjöholmen. 